# South Park, Wyoming
South Park är en ort och census-designated place i Teton County i delstaten Wyoming i USA, belägen omedelbart söder om countyts enda stad Jackson, Wyoming, som den utgör en förort till. Orten hade 1 731 invånare vid 2010 års folkräkning.